# Uroobovella feideri
Uroobovella feideri es una especie de arácnido del orden Mesostigmata de la familia Urodinychidae.

## Distribución geográfica
Se encuentra en Rumania.